# Cynortetta
Cynortetta is een geslacht van hooiwagens uit de familie Cosmetidae.
De wetenschappelijke naam Cynortetta is voor het eerst geldig gepubliceerd door Roewer in 1947. 

## Soorten
Cynortetta is monotypisch en omvat slechts de volgende soort:
- Cynortetta rugosa